# کاتی شبشتین
کاتی شبشتین (مجاری: Kati Sebestyén) موسیقی‌دان، نوازنده ویولن و استاد موسیقی و ویلن‌نوازی اهل مجارستان و رئیس دپارتمان سازهای زهی «کنسرواتور سلطنتی بروکسل» است. او در «کوارتت هایدن» برنامه اجرا کرده‌است و پایه‌گذار «گروه نوازندگان سازهای زهی شبشتین» است.